# Lübeck-Marathon
Der Lübeck-Marathon (offizieller Name Stadtwerke Lübeck Marathon) ist ein Marathon in Lübeck, der seit 2008 im Oktober stattfindet. Er wird vom TSB Lübeck e.V und der Hansestadt Lübeck ausgerichtet. Im Rahmen der Veranstaltung finden ein Halbmarathon, eine Firmenstaffel (10 × 4,2 km), ein Familienlauf (4,2 km), ein 10-km-Lauf sowie ein Schülerlauf über 2,1 km statt.

## Strecke
Der Kurs ist eine Wendepunktstrecke, die aus der Lübecker Altstadt über die Travemünder Allee in Richtung Lübeck-Travemünde und zurück führt. Der Wendepunkt des Marathons befand sich 2008 am Brodtener Ufer. Im Verlauf der Strecke ist der etwa 800 Meter lange Herrentunnel zweimal zu durchqueren. Dort sind jeweils etwa 50 Höhenmeter zu überwinden.
2009 nahm der Veranstalter leichte Veränderungen am Streckenverlauf vor. Der Marathonkurs verläuft nun am Holstentor vorbei und der Wendepunkt wurde direkt auf die Travemünder Strandpromenade verlegt. Die Strecken der übrigen Wettbewerbe blieben unverändert.
Im Jubiläumsjahr 2017 wurde zum 10. Start erneut die Strecke der Marathondistanz leicht verändert. Seitdem führt die Strecke auf die Travemünder Mole, auf der das dortige Molenfeuer umrundet wird.

## Geschichte
Bereits in den Jahren 2001 und 2002 fand in Lübeck ein Marathon statt. Die damalige Strecke führte vom Lübecker Holstentorplatz über Stockelsdorf und Bad Schwartau zum Ziel auf dem Buniamshof. Streitigkeiten zwischen dem Veranstalter und den ausrichtenden Vereinen Lübecker SC und ATSV Stockelsdorf führten allerdings dazu, dass die Veranstaltung ab 2003 nicht mehr fortgeführt wurde.
2007 scheiterte ein erster Versuch, wieder einen Marathon in Lübeck zu veranstalten zunächst. Erst im folgenden Jahr gelang die Organisation des neuen Lübeck-Marathons schließlich.
Bei ihrer Premiere am 26. Oktober 2008 wurde die Veranstaltung auf Anhieb zum teilnehmerstärksten Marathon in Schleswig-Holstein.  Bis 2010 wurde der Lübeck Marathon zunächst vom TSV Siems e.V. ausgerichtet.
Mit 2808 Meldungen wurde im Jahr 2010 ein neuer Teilnehmerrekord erreicht. Ebenfalls im Jahr 2010 wurde erstmals ein Schülerlauf mit einer Länge von 2,1 km angeboten. Dieser wurde jedoch nicht gewertet, da die Strecke durch die Streckenposten falsch ausgewiesen wurde.
Seit März 2011 hatte das Organisatorenteam des Stadtwerke Lübeck Marathons einen eigenen Verein gegründet. Der Verein trägt den Namen Lübecker Marathon e.V. und richtete gemeinsam mit der Hansestadt Lübeck den Lübecker Marathon bis 2023 aus.
Da der Lübecker Marathon e.V. ab 2024 nicht mehr als Veranstalter zur Verfügung steht, gab es zur 17. Auflage im Jahr 2024 einen Wechsel der Marathon-Organisation. Der Turn- und Sportbund Lübeck übernahm dabei als Veranstalter gemeinsam mit der Hansestadt Lübeck als Mitveranstalter die Organisation.

## Statistik

### Streckenrekorde
- Männer: 2:28:34 h, Jan Kaschura (DEU), 2019
- Frauen: 2:57:12, Pia von Keutz (DEU), 2019

### Siegerliste
Quelle: Marathon-Ergebnis.de
| Datum         | Männer                  | Nation      | Zeit    | Frauen                  | Nation      | Zeit    |
| ------------- | ----------------------- | ----------- | ------- | ----------------------- | ----------- | ------- |
| 24. Okt. 2021 | Jan Kaschura -2-        | Deutschland | 2:31:49 | Saskia Prehn            | Deutschland | 3:03:27 |
| 13. Okt. 2019 | Jan Kaschura            | Deutschland | 2:28:34 | Pia von Keutz           | Deutschland | 2:57:12 |
| 14. Okt. 2018 | Sören Bach -3-          | Deutschland | 2:35:28 | Britta Giesen -3-       | Deutschland | 3:11:55 |
| 8. Okt. 2017  | Sören Bach -2-          | Deutschland | 2:37:22 | Britta Giesen -2-       | Deutschland | 3:10:40 |
| 9. Okt. 2016  | Sören Bach              | Deutschland | 2:35:18 | Julia Kebernik          | Deutschland | 3:10:11 |
| 18. Okt. 2015 | Markus Mey -2-          | Deutschland | 2:46:12 | Marion Halbreiter -2-   | Deutschland | 3:09:10 |
| 19. Okt. 2014 | Markus Mey              | Deutschland | 2:50:04 | Britta Giesen           | Deutschland | 3:05:31 |
| 20. Okt. 2013 | Paul Muluve             | Deutschland | 2:49:59 | Karen Paysen            | Deutschland | 3:08:16 |
| 21. Okt. 2012 | Jens Hollmann           | Deutschland | 2:34:11 | Marion Halbreiter       | Deutschland | 3:15:03 |
| 23. Okt. 2011 | Jon-Paul Hendriksen -3- | Neuseeland  | 2:36:15 | Verena Becker           | Deutschland | 3:10:31 |
| 24. Okt. 2010 | Jon-Paul Hendriksen -2- | Neuseeland  | 2:38:08 | Hanne Schöppner         | Deutschland | 3:18:51 |
| 25. Okt. 2009 | Jon-Paul Hendriksen     | Neuseeland  | 2:31:27 | Beate Burmester-Schöler | Deutschland | 3:21:06 |
| 26. Okt. 2008 | Thomas Ebel             | Deutschland | 2:39:31 | Ilka Pösse              | Deutschland | 3:22:37 |

### Entwicklung der Finisherzahlen
| Jahr | Marathon | davon Frauen | Halbmarathon | davon Frauen | Staffeln |
| ---- | -------- | ------------ | ------------ | ------------ | -------- |
| 2018 | 361      | 81           | 817          | 290          | 116      |
| 2017 | 364      | 65           | 915          | 303          | 143      |
| 2016 | 320      | 60           | 717          | 254          | 158      |
| 2015 | 377      | 59           | 862          | 249          | 132      |
| 2014 | 322      | 59           | 714          | 211          | 106      |
| 2013 | 371      | 60           | 779          | 223          | 117      |
| 2012 | 336      | 51           | 772          | 218          | 108      |
| 2011 | 374      | 55           | 867          | 248          | 98       |
| 2010 | 381      | 53           | 715          | 197          | 95       |
| 2009 | 458      | 57           | 725          | 212          | 99       |
| 2008 | 606      | 88           | 642          | 177          | 81       |